# Campeonato Mundial de Voleibol Masculino Sub-21 de 2007
O Campeonato Mundial de Voleibol Masculino Sub-21 de 2007 foi a 14ª edição da competição, disputada entre 12 seleções mundiais, no período 7 a 15 de julho de 2007, sendo realizada nas cidades marroquinas Casablanca e Rabat.
A edição foi vencida pela Seleção Brasileira que conquistou seu terceiro título na categoria e o jogador deste time Deivid Júnior Costa foi premiado como Melhor Jogador (MVP)

## Equipes qualificadas
| Torneio de qualificação                  | ! Data                           | Sede       | Vagas | Qualificados   | Última participação |
| ---------------------------------------- | -------------------------------- | ---------- | ----- | -------------- | ------------------- |
| País-sede                                | 2006                             | Lausana    | 1     | Marrocos       | 1999                |
| Campeonato Europeu Sub-21 de 2006        | 6 a 14 de setembro de 2006       | Cazã       | 1     | Rússia         | 2003                |
| Campeonato NORCECA de 2006               | 6 a 14 de agosto de 2006         | Monterrei  | 2     | Cuba           | 2005                |
| Campeonato NORCECA de 2006               | 6 a 14 de agosto de 2006         | Monterrei  | 2     | Estados Unidos | 2005                |
| Campeonato Asiático de 2006              | 13 a 21 de setembro de 2006      | Teerã      | 2     | Irã            | 2005                |
| Campeonato Asiático de 2006              | 13 a 21 de setembro de 2006      | Teerã      | 2     | Japão          | 2001                |
| Campeonato Sul-Americano de 2006         | 5 a 10 de outubro de 2006        | Manaus     | 2     | Brasil         | 2005                |
| Campeonato Sul-Americano de 2006         | 5 a 10 de outubro de 2006        | Manaus     | 2     | Argentina      | 2001                |
| Campeonato Africano de 2006              | 2 de agosto a 1 de setembro 2006 | Casablanca | 1     | Egito          | 2003                |
| Qualificatório Europeu de 2007 (Grupo A) | 23 a 27 de maio de 2007          | Gabrovo    | 1     | Bulgária       | 2003                |
| Qualificatório Europeu de 2007 (Grupo B) | 23 a 27 de maio de 2007          | Bardejov   | 1     | Itália         | 2003                |
| Qualificatório Europeu de 2007 (Grupo C) | 23 a 27 de maio de 2007          | Maribor    | 1     | Eslovênia      | Estreante           |
| Total                                    |                                  |            | 12    |                |                     |

## Locais dos jogos
| Local 1             |
| ------------------- |
| Casablanca-Marrocos |
| Salle Mohammed V    |
| Capacidade:7 000    |

| Local 2                   |
| ------------------------- |
| Rabat, Marrocos           |
| Salle Ibnou Yassine Agdal |
| Capacidade:3 000          |

## Formato de disputa
As 12 seleções participantes  foram divididas proporcionalmente em dois grupos. As seleções jogaram dentro de seus respectivos grupos sistema de pontos corridos. As duas melhores colocadas classificaram-se para as semifinais, as terceiras e quartas colocadas de cada grupo enfrentaram-se pela disputa das posições de quinto ao oitavo lugares; já as duas últimas posicionadas nos grupos disputaram as demais posições inferiores.
As equipes vencedoras das semifinais disputaram o título na grande final e as derrotadas competiram pelo bronze

## Primeira fase
|  | Qualificados para as Semifinais                  |
|  | Qualificados para a disputa do 5º ao 8º lugares  |
|  | Qualificados para a disputa do 9º ao 12º lugares |

### Grupo A
Classificação
|     |          |     | Jogos | Jogos | Jogos | Pontos | Pontos | Pontos | Sets | Sets | Sets  |
| Pos | Equipe   | Pts | T     | V     | D     | V      | P      | R      | V    | P    | R     |
| --- | -------- | --- | ----- | ----- | ----- | ------ | ------ | ------ | ---- | ---- | ----- |
| 1   | Irã      | 12  | 5     | 4     | 1     | 463    | 408    | 1.135  | 14   | 6    | 2.333 |
| 2   | Itália   | 11  | 5     | 3     | 2     | 461    | 407    | 1.133  | 13   | 7    | 1.857 |
| 3   | Cuba     | 8   | 5     | 3     | 2     | 452    | 466    | 0.970  | 11   | 10   | 1.100 |
| 4   | Bulgária | 8   | 5     | 3     | 2     | 438    | 441    | 0.993  | 11   | 10   | 1.100 |
| 5   | Japão    | 6   | 5     | 2     | 3     | 479    | 487    | 0.984  | 10   | 12   | 0.833 |
| 6   | Marrocos | 0   | 5     | 0     | 5     | 293    | 397    | 0.738  | 1    | 15   | 0.067 |

Resultados
| Data   | Hora  |             | Placar |             | Set 1 | Set 2 | Set 3 | Set 4 | Set 5 | Total   | Relatório |
| ------ | ----- | ----------- | ------ | ----------- | ----- | ----- | ----- | ----- | ----- | ------- | --------- |
| 7 jul  | 10:00 | Bulgária    | 0–3    | ' Irã'      | 19–25 | 17–25 | 12–25 |       |       | 48–75   | 48–75     |
| 7 jul  | 15:00 | 'Itália '   | 3–0    | Cuba        | 27–25 | 25–16 | 25–17 |       |       | 77–58   | 77–58     |
| 7 July | 18:30 | Marrocos    | 1–3    | ' Japão'    | 23–25 | 16–25 | 25–22 | 17–25 |       | 81–97   | 81–97     |
| 8 jul  | 10:00 | 'Japão '    | 3–2    | Cuba        | 25–20 | 21–25 | 17–25 | 25–15 | 15–12 | 103–97  | 103–97    |
| 8 jul  | 16:00 | 'Irã '      | 3–2    | Itália      | 20–25 | 17–25 | 25–22 | 25–21 | 21–19 | 108–112 | 108–112   |
| 8 jul  | 18:30 | Marrocos    | 0–3    | ' Bulgária' | 20–25 | 19–25 | 16–25 |       |       | 55–75   | 55–75     |
| 9 jul  | 10:00 | 'Bulgária ' | 3–2    | Japão       | 24–26 | 25–19 | 25–16 | 21–25 | 15–12 | 110–98  | 110–98    |
| 9 jul  | 16:00 | 'Cuba '     | 3–2    | Irã         | 23–25 | 25–17 | 21–25 | 25–23 | 15–13 | 109–103 | 109–103   |
| 9 jul  | 18:30 | 'Itália '   | 3–0    | Marrocos    | 25–22 | 25–16 | 25–13 |       |       | 75–51   | 75–51     |
| 10 jul | 10:00 | Japão       | 1–3    | ' Irã'      | 22–25 | 25–21 | 18–25 | 29–31 |       | 94–102  | 94–102    |
| 10 jul | 16:00 | 'Bulgária ' | 3–2    | Itália      | 20–25 | 25–20 | 25–12 | 18–25 | 15–9  | 103–91  | 103–100   |
| 10 jul | 18:30 | Marrocos    | 0–3    | ' Cuba'     | 19–25 | 22–25 | 20–25 |       |       | 61–75   | 61–75     |
| 11 jul | 10:00 | 'Cuba '     | 3–2    | Bulgária    | 17–25 | 25–14 | 27–29 | 25–17 | 19–17 | 113–102 | 113–102   |
| 11 jul | 16:00 | 'Itália '   | 3–1    | Japão       | 20–25 | 25–19 | 25–18 | 27–25 |       | 97–87   | 97–87     |
| 11 jul | 18:30 | 'Irã '      | 3–0    | Marrocos    | 25–15 | 25–16 | 25–14 |       |       | 75–45   | 75–45     |

### Grupo B
Classificação
|     |                |     | Jogos | Jogos | Jogos | Pontos | Pontos | Pontos | Sets | Sets | Sets  |
| Pos | Equipe         | Pts | T     | V     | D     | V      | P      | R      | V    | P    | R     |
| --- | -------------- | --- | ----- | ----- | ----- | ------ | ------ | ------ | ---- | ---- | ----- |
| 1   | Brasil         | 12  | 5     | 4     | 1     | 435    | 354    | 1.229  | 13   | 5    | 2.600 |
| 2   | Rússia         | 12  | 5     | 4     | 1     | 399    | 345    | 1.157  | 12   | 4    | 3,000 |
| 3   | Estados Unidos | 7   | 5     | 3     | 2     | 445    | 451    | 0.987  | 10   | 10   | 1,000 |
| 4   | Argentina      | 6   | 5     | 2     | 3     | 367    | 403    | 0.911  | 7    | 10   | 0.700 |
| 5   | Eslovênia      | 4   | 5     | 1     | 4     | 406    | 424    | 0.958  | 7    | 12   | 0.583 |
| 6   | Egito          | 4   | 5     | 1     | 4     | 349    | 424    | 0.823  | 5    | 13   | 0.385 |

Resultados
| Data   | Hora  |                   | Placar |                   | Set 1 | Set 2 | Set 3 | Set 4 | Set 5 | Total   | Relatório |
| ------ | ----- | ----------------- | ------ | ----------------- | ----- | ----- | ----- | ----- | ----- | ------- | --------- |
| 7 jul  | 10:00 | Eslovênia         | 1–3    | ' Argentina'      | 25–16 | 23–25 | 23–25 | 23–25 |       | 94–91   | 94–91     |
| 7 jul  | 16:00 | 'Rússia '         | 3–1    | Brasil            | 28–26 | 19–25 | 27–25 | 25–13 |       | 99–89   | 99–89     |
| 7 jul  | 18:30 | 'Estados Unidos ' | 3–2    | Egito             | 17–25 | 26–28 | 25–16 | 25–22 | 18–16 | 111–107 | 111–107   |
| 8 jul  | 10:00 | Egito             | 0–3    | ' Eslovênia'      | 18–25 | 18–25 | 13–25 |       |       | 49–75   | 49–75     |
| 8 jul  | 16:00 | Rússia            | 0–3    | ' Estados Unidos' | 26–28 | 22–25 | 27–29 |       |       | 75–82   | 75–82     |
| 8 jul  | 18:30 | 'Brasil '         | 3–0    | Argentina         | 25–10 | 25–18 | 25–22 |       |       | 75–50   | 75–50     |
| 9 jul  | 10:00 | Argentina         | 1–3    | ' Egito'          | 16–25 | 25–23 | 24–26 | 23–25 |       | 88–99   | 88–99     |
| 9 jul  | 16:00 | Estados Unidos    | 1–3    | ' Brasil'         | 22–25 | 25–20 | 18–25 | 19–25 |       | 84–95   | 84–95     |
| 9 jul  | 18:30 | Eslovênia         | 0–3    | ' Rússia'         | 19–25 | 20–25 | 22–25 |       |       | 61–75   | 61–75     |
| 10 jul | 10:00 | 'Brasil '         | 3–0    | Egito             | 25–17 | 25–14 | 25–13 |       |       | 75–44   | 75–44     |
| 10 jul | 16:00 | 'Rússia '         | 3–0    | Argentina         | 25–23 | 25–18 | 25–22 |       |       | 75–63   | 75–63     |
| 10 jul | 18:30 | 'Estados Unidos ' | 3–2    | Eslovênia         | 23–25 | 25–17 | 25–23 | 20–25 | 15–9  | 108–99  | 108–99    |
| 11 jul | 10:00 | 'Argentina '      | 3–0    | Estados Unidos    | 25–20 | 25–20 | 25–20 |       |       | 75–60   | 75–60     |
| 11 jul | 16:00 | Eslovênia         | 1–3    | ' Brasil'         | 12–25 | 28–26 | 20–25 | 17–25 |       | 77–101  | 77–101    |
| 11 jul | 18:30 | Egito             | 0–3    | ' Rússia'         | 12–25 | 17–25 | 21–25 |       |       | 50–75   | 50–75     |

## Fase final

### Classificação 9º ao 12º lugares
| Data   | Hora  |          | Placar |              | Set 1 | Set 2 | Set 3 | Set 4 | Set 5 | Total  | Relatório |
| ------ | ----- | -------- | ------ | ------------ | ----- | ----- | ----- | ----- | ----- | ------ | --------- |
| 14 jul | 9:00  | Japão    | 1–3    | ' Egito'     | 26–24 | 24–26 | 20–25 | 19–25 |       | 89–100 | 89–100    |
| 14 jul | 11:30 | Marrocos | 0–3    | ' Eslovênia' | 17–25 | 18–25 | 23–25 |       |       | 58–75  | 58–75     |

### Classificação 5º ao 8º lugares
| Data   | Hora  |             | Placar |                | Set 1 | Set 2 | Set 3 | Set 4 | Set 5 | Total | Relatório |
| ------ | ----- | ----------- | ------ | -------------- | ----- | ----- | ----- | ----- | ----- | ----- | --------- |
| 14 jul | 16:00 | 'Bulgária ' | 3–0    | Estados Unidos | 26–24 | 25–22 | 25–22 |       |       | 76–68 | 76–66     |
| 14 jul | 18:30 | Cuba        | 0–3    | ' Argentina'   | 20–25 | 19–25 | 23–25 |       |       | 62–75 | 62–75     |

### Semifinais
| Data   | Hora  |        | Placar |           | Set 1 | Set 2 | Set 3 | Set 4 | Set 5 | Total  | Relatório |
| ------ | ----- | ------ | ------ | --------- | ----- | ----- | ----- | ----- | ----- | ------ | --------- |
| 14 jul | 16:00 | Itália | 2–3    | ' Brasil' | 18–25 | 25–15 | 27–25 | 20–25 | 8–15  | 98–105 | 98–105    |
| 14 jul | 18:30 | Irã    | 1–3    | ' Rússia' | 25–21 | 22–25 | 23–25 | 21–25 |       | 91–96  | 91–96     |

### Décimo segundo lugar
| Data   | Hora |          | Placar |          | Set 1 | Set 2 | Set 3 | Set 4 | Set 5 | Total | Relatório |
| ------ | ---- | -------- | ------ | -------- | ----- | ----- | ----- | ----- | ----- | ----- | --------- |
| 15 jul | 9:00 | 'Japão ' | 3–1    | Marrocos | 25–23 | 25–23 | 20–25 | 25–21 |       | 95–92 | 95–92     |

### Nono lugar
| Data   | Hora  |       | Placar |              | Set 1 | Set 2 | Set 3 | Set 4 | Set 5 | Total | Relatório |
| ------ | ----- | ----- | ------ | ------------ | ----- | ----- | ----- | ----- | ----- | ----- | --------- |
| 15 jul | 11:30 | Egito | 1–3    | ' Eslovênia' | 23–25 | 25–22 | 19–25 | 16–25 |       | 83–97 | 83–98     |

### Sétimo lugar
| Data   | Hora |                   | Placar |      | Set 1 | Set 2 | Set 3 | Set 4 | Set 5 | Total  | Relatório |
| ------ | ---- | ----------------- | ------ | ---- | ----- | ----- | ----- | ----- | ----- | ------ | --------- |
| 15 jul | 9:00 | 'Estados Unidos ' | 3–1    | Cuba | 30–28 | 20–25 | 25–23 | 25–20 |       | 100–96 | 100–96    |

### Quinto lugar
| Data   | Hora  |          | Placar |              | Set 1 | Set 2 | Set 3 | Set 4 | Set 5 | Total | Relatório |
| ------ | ----- | -------- | ------ | ------------ | ----- | ----- | ----- | ----- | ----- | ----- | --------- |
| 15 jul | 11:30 | Bulgária | 0–3    | ' Argentina' | 24–26 | 15–25 | 20–25 |       |       | 59–76 | 59–98     |

### Terceiro lugar
| Data   | Hora  |        | Placar |        | Set 1 | Set 2 | Set 3 | Set 4 | Set 5 | Total | Relatório |
| ------ | ----- | ------ | ------ | ------ | ----- | ----- | ----- | ----- | ----- | ----- | --------- |
| 15 jul | 16:00 | Itália | 1–3    | ' Irã' | 25–27 | 25–19 | 20–25 | 17–25 |       | 87–96 | 87–96     |

### Final
| Data   | Hora  |           | Placar |        | Set 1 | Set 2 | Set 3 | Set 4 | Set 5 | Total | Relatório |
| ------ | ----- | --------- | ------ | ------ | ----- | ----- | ----- | ----- | ----- | ----- | --------- |
| 15 jul | 18:30 | 'Brasil ' | 3–0    | Rússia | 25–18 | 25–18 | 25–19 |       |       | 75–55 | 75–55     |